# Ladislav Šmíd starejši
Ladislav Šmíd, češki hokejist, * 24. maj 1938, Rožmitál pod Třemšínem, Středočeský, Češka.
Šmíd je za češkoslovaško reprezentanco nastopil na enih olimpijskih igrah, kjer je bil dobitnik bronaste medalje, ter več svetovnih prvenstvih, kjer je bil dobitnik ene srebrne medalje.
Tudi njegov sin Ladislav je hokejist. Leta 2014 je bil sprejet v Češki hokejski hram slavnih.